# Spesolimab
Spesolimab, es vendido bajo la marca Spevigo, y es un medicamento que se usa para tratar la psoriasis pustulosa generalizada .  Se administra mediante inyección gradual en una vena. 
Los efectos secundarios de este medicamento incluyen cansancio, náuseas, dolor de cabeza, picazón, hematomas en el lugar de administración e infección del tracto urinario;  otros efectos secundarios pueden incluir infección, reacciones alérgicas y reacciones a la infusión .  Es un anticuerpo monoclonal que bloquea el receptor de interleucina-36 .  
Este medicamento fue aprobado para uso médico en los Estados Unidos en el 2022.  Se ha recomendado su aprobación en Europa, pero no se encuentra en proceso de aprobación en el Reino Unido a partir del 2022.  En Estados Unidos cuesta alrededor de 54.000 dólares por dosis a partir de 2022. 